# The Decline (groupe)
Pour les articles homonymes, voir The Decline.
The Decline est un groupe australien de skate punk, originaire de Perth, en Australie-Occidentale. Ils sont signés sur le label punk d'Adélaïde Pee Records et comptent quatre albums studio. En 2023, le groupe se compose du chanteur et guitariste Pat Decline, du chanteur et guitariste Ben Elliott, du bassiste Ray Ray et du batteur Harry. Cette formation est restée constante depuis que le groupe a enregistré son troisième album Resister en janvier 2015.
The Decline a beaucoup tourné et s'est produit en Australie, en Europe et au Royaume-Uni, aux États-Unis, au Mexique, au Costa Rica, en Amérique du Sud et au Japon. Ils ont tourné avec des groupes et artistes notables tels que Face to Face,  Ignite, C. J. Ramone, A Wilhelm Scream, The Flatliners, Teenage Bottlerocket, Useless ID, Versus the World, Implants, Direct Hit,  Local Resident Failure, Much the Same, The Fullblast, et MakeWar.

## Histoire

### Débuts (2005–2010)
The Decline est formé à Perth, en Australie-Occidentale, en 2005 par des amis d'école, Pat Decline, Dan Cribb et James Davies. The Decline participe à de nombreux concerts de punk rock à Perth pendant leurs années de formation, notamment en première partie de Frenzal Rhomb au Club Capitol à Perth le 8 décembre 2007. À cette époque, tous les membres de The Decline étaient mineurs et ont menti sur leur âge pour pouvoir participer au concert. Entre 2005 et 2008, The Decline est rejoint par les guitaristes John Knowles et James Bajrovic. En avril 2008, Nathan Cooper est ajouté au groupe et The Decline enregistre puis sort de manière indépendante son premier EP, The Same Kind.
En août 2009, The Decline enregistre son premier album I'm Not Gonna Lie to You au Blasting Room à Fort Collins, Colorado, avec Bill Stevenson et Jason Livermore. L'album sort indépendamment le 19 mars 2010, et génère les premières tournées australiennes du groupe.

### Premiers albums (2010–2015)
Au début de 2010, James Davies quitte le groupe. Il donne son dernier concert en première partie de No Fun at All et The Flatliners à l'Amplifier Bar à Perth le 11 mars 2010. Davies est remplacé par Harry, qui joue pour la première fois avec The Decline lors de la tournée de lancement de l'album I'm Not Gonna Lie to You en avril 2010. En juin et juillet 2010, The Decline embarque dans le Pinkeye Tour avec le groupe de skate punk Local Resident Failure. La tournée visite l'Australie-Méridionale, le Victoria et la Nouvelle-Galles du Sud et comprend des concerts en ville et à la campagne. En 2011, The Decline signe avec le label de punk hardcore australien Pee Records, enregistre et sort son prochain album, Are You Gonna Eat that ?, le 23 septembre 2011. Cet album donne lieu à un grand cycle de tournées pour le groupe en Australie, et est suivi par leurs premières tournées internationales en 2013 en Europe, et au Japon avec Useless ID et Implants.
En novembre 2013, The Decline est nommé pour le « groupe punk de l'année » aux West Australian Music Awards. Le 3 mars 2014, The Decline se produit au Soundwave à Perth aux côtés de Less Than Jake et Alkaline Trio. Au cours de cette performance, The Decline annonce leur prochain EP entièrement financé par la foule, Can I Borrow a Feeling, et présente les nouvelles chansons Yahweh or the Highway et Cool Kids Can't Die. Can I Borrow a Feeling sort le 18 avril 2014, et est soutenu par une tournée nationale.

### Resister(2015–2019)
Le 5 janvier 2015, l'ancien bassiste et chanteur Dan Cribb annonce son départ et celui du guitariste Nathan Cooper de The Decline. Le 9 janvier de la même année, Pat Decline annonce que des amis de longue date du groupe, Ben Elliott et Ray Chiu, prendraient en charge la guitare et la basse et que The Decline entrait en studio pour commencer à travailler sur leur troisième album studio. Par la suite, The Decline sort un nouveau single intitulé Giving Up is a Gateway Drug et se lance dans une tournée nationale, se produisant en tête d'affiche et en première partie de Local Resident Failure, de Guttermouth et de Frenzal Rhomb. Un deuxième single, I Don't Believe, suit peu après, dans lequel Cameron Baines, du groupe australien de punk Bodyjar, était invité à chanter.
Le 12 juin 2015, le groupe sort son troisième album studio Resister chez Pee Records. Resister est distribué internationalement par Bird Attack Records (États-Unis), Finetunes (Europe) et Bells on Records (Japon). En soutien à l'album, le groupe effectué une tournée mondiale. Ils participent notamment à des festivals d'été européens tels que Punk Rock Holiday, Brakrock EcoFest, KNRD Fest, Dumb and Dumber Fest, Resurrection Fest et Rebellion Fest. La tournée comprend également des concerts dans des clubs européens en première partie de Teenage Bottlerocket, une tournée complète aux États-Unis avec une apparition au Fest à Gainesville, Floride, une tournée au Japon en première partie de Useless ID et Versus the World et une tournée mexicaine en première partie de A Wilhelm Scream. Après quoi, The Decline est invité à assurer la première partie de A Wilhelm Scream en Australie au mois de mai suivant. En octobre 2015, The Decline est nommé dans la catégorie « meilleur groupe punk/hardcore » aux West Australian Music Awards. En mars 2016, Pat Decline joue de la basse dans le groupe PEARS lors de leur tournée australienne avec Strung Out. En mai 2016, le single de The Decline I Don't Believe est nommé pour la « chanson punk de l'année 2015 » au concours de la chanson de l'année de la WAM.
En juillet 2016, The Decline se lance dans le deuxième cycle de tournée pour leur album Resister, visitant l'Europe et le Royaume-Uni pendant l'été pour la saison des festivals et des concerts en club avec The Flatliners, ou Fair Do's de Manchester. Par la suite, The Decline effectue une tournée aux États-Unis avec MakeWar et sur la côte est australienne avec Local Resident Failure dans le cadre du Pinkeye Tour ; Round 2. En octobre 2016, The Decline est nommé dans la catégorie « meilleur groupe punk/hardcore » aux West Australian Music Awards. En novembre 2016, The Decline figure sur un album hommage de Teenage Bottlerocket à Brandon Carlisle compilé par Ramone to the Bone Records, reprenant la chanson Can't Quit You.
En mai 2017, le single Can't Have Both est nommé pour la « chanson punk de l'année 2016 » lors du concours WAM Song of the Year. Can't Have Both est également nommé dans les catégories « chanson metal de l'année » et « chanson pop de l'année », mais ne gagne dans aucune catégorie. En juin 2017, The Decline se produit au festival Jera on Air aux Pays-Bas et assure la première partie de C. J. Ramone à travers l'Allemagne et les Pays-Bas. En août 2017, The Decline et Direct Hit s'embarquent pour une tournée en tête d'affiche en Australie. À l'issue de ces concerts, The Decline entame une tournée sur la côte ouest des États-Unis avec Caskitt de San Diego. Jared Stinson de Sic Waiting remplace le groupe à la basse pendant ces concerts. En octobre 2017, The Decline participe à la tournée We Are One Tour en Amérique du Sud en première partie de Face to Face, Ignite, The Fullblast et Much the Same. La tournée visite le Brésil, l'Argentine, le Chili, le Pérou, la Colombie et le Costa Rica.

### Flash Gordon Ramsay Street(2019–2023)
En juillet 2019, The Decline sort un nouveau single intitulé Verge Collection qui comprenait des voix invitées de Stacey Dee de Bad Cop/Bad Cop et annonce la sortie prochaine de leur quatrième album studio, Flash Gordon Ramsay Street. Verge Collection est soutenu par une tournée nationale australienne au cours de laquelle Josh Barker des Bob Gordon remplace Harry à la batterie, qui s'était cassé le bras et déboîté l'épaule lors d'un accident de VTT.
Flash Gordon Ramsay Street sort sur Pee Records le 30 août 2019, et est suivi d'une tournée australienne soutenue par Nerdlinger en octobre. Flash Gordon Ramsay Street comprend des voix invitées de Nuno Pereira de A Wilhelm Scream sur le titre War. Flash Gordon Ramsay Street est distribué internationalement par Bearded Punk Records (UE), Disconnect Disconnect Records (Royaume-Uni) et Thousand Island Records en Amérique du Nord, marquant la fin du contrat de The Decline avec Bird Attack Records aux États-Unis. Par la suite, The Decline est annoncé dans des festivals en Europe et en première partie de Lagwagon pour l'été suivant, mais ces concerts n'ont pas lieu en raison de la pandémie de Covid-19 et sont reprogrammés pour les années suivantes.
En 2020, The Decline réédite leur premier album I'm Not Gonna Lie to You en vinyle LP pour la première fois, et sort un split EP avec Sic Waiting en vinyle 7" qui contient deux nouvelles chansons de chaque groupe. En 2021, The Decline réédite leur deuxième album Are You Gonna Eat that sur un picture-disc de 12 pouces pour célébrer le 10e anniversaire de l'album. En juin 2022, lors d'un concert en première partie de Frenzal Rhomb à Perth, The Decline est rejoint sur scène par son ex-guitariste Nathan Cooper, qui a interprété quelques chansons avec le groupe.
En août 2022, The Decline entame la tournée européenne Flash Gordon Ramsay Street qui avait été reprogrammée en 2020, se produisant dans des festivals d'été et en première partie de Lagwagon, Mad Caddies, Get Dead, Useless ID, Belvedere, Anti-Flag et The Flatliners. Lors de cette tournée, The Decline se produit pour la première fois en Scandinavie. Pendant cette tournée, The Decline joue chaque soir une reprise de The Answer Is Still No de No Use for a Name en l'honneur du 10e anniversaire de la mort de Tony Sly. Un enregistrement studio de cette reprise est ensuite publié sur les services de streaming numériques.
Le 23 décembre 2022, The Decline et Nerdlinger, un autre groupe de Pee Records, sortent tous deux un single de Noël aux paroles identiques. Au cours des semaines suivantes, les deux groupes ont publié des messages sur les réseaux sociaux, affirmant être les auteurs originaux des paroles et accusant l'autre de plagiat. Le 7 janvier 2023, The Decline publie un clip de la chanteuse australienne Shannon Noll qui encourage les deux groupes à « se serrer la main et à se réconcilier ». Le 13 janvier 2023, The Decline et Nerdlinger postent tous deux sur Instagram une photo de Pat Decline et Scott McNairn se serrant la main et annonçant qu'ils étaient « de nouveau amis ».
En mars 2023, The Decline effectue une tournée sur la côte est australienne en première partie de A Wilhelm Scream et Knife Hands.

### Magical Misery Tour(depuis 2023)
Le 28 juillet 2023, The Decline annonce son prochain album Magical Misery Tour - une compilation de 18 chansons comprenant tous les singles non albums du groupe de 2015 à 2023. Un nouveau single intitulé Hillsong of the Damned est également annoncé, avec Jay Whalley de Frenzal Rhomb. Magical Misery Tour sort sur Pee Records le 25 août, et est distribué internationalement par Bearded Punk Records, Disconnect Disconnect Records, et Thousand Islands Records. Le 13 septembre 2023, ils sortent le clip du single The Most Expensive Chips I've Ever Had.

## Membres

### Membres actuels
- Pat Decline — voix principale, guitare (depuis 2005)
- Harry — batterie (depuis 2009)
- Ben Elliott — voix principale, guitare (depuis 2015)
- Ray Ray — basse, chœurs (depuis 2015)

### Anciens membres
- Dan Cribb — chant principal, basse (2005-2015)
- Nathan Cooper — guitare (2008-2015)
- James « Doody » Davies — batterie (2005-2009)

### Membres honoraires
- Josh Barker — batterie (en tournée) (2019)
- Jared Stinson — basse (en tournée) (2017)

## Discographie

### Albums studio
- 2010 : I'm Not Gonna Lie to You
- 2011 : Are You Gonna Eat that?
- 2015 : Resister
- 2019 : Flash Gordon Ramsay Street
- 2023 : Magical Misery Tour

### EP
- 2008 : The Same Kind
- 2014 : Can I Borrow a Feeling?

### Splits
- 2013 : 4 Way WA Punk Split 7" (avec Scalphunter, The Bob Gordons et Silver Lizard)
- 2016 : Great Thieves Escape 3[23] (avec Bad Cop/Bad Cop, Success et The Bob Ross Effect)
- 2017 : Local Resident Failure vs. The Decline[24] (avec Local Resident Failure)
- 2020 : Year of the Crow/Stay Awake (avec Sic Waiting)

### Singles
- 2008 : Life Sentence
- 2009 : You Died, Losing 16 Experience Points
- 2010 : Half a Beer
- 2010 : We Lied (CD)
- 2011 : Showertime in the Slammer
- 2011 : Excuse Me
- 2011 : Worlds Apart II
- 2014 : Treasure Island Was a Sausage Fest
- 2015 : Giving Up is a Gateway Drug
- 2015 : I Don't Believe
- 2016 : Can't Have Both
- 2019 : Verge Collection (CD)
- 2019 : The More You Know
- 2019 : Brovine
- 2019 : It Was Always You
- 2019 : War
- 2020 : Fast Food
- 2022 : Kenneth
- 2022 : Absent Mindlessness
- 2022 : The Answer Is Still No
- 2022 : The Werewolf of Fever Swamp
- 2022 : I Never Cared About Christmas...
- 2023 : Hillsong of the Damned

## Distinctions
| Organisation                       | Travail nommé   | Catégorie                     | Résultat   | Réfs   |
| ---------------------------------- | --------------- | ----------------------------- | ---------- | ------ |
| WAM Awards de 2013                 | The Decline     | Chanson punk de l'année       | Nomination | [ 8 ]  |
| WAM Awards de 2015                 | The Decline     | Meilleur groupe punk/hardcore | Nomination | [ 16 ] |
| WAM Song of the Year Awards - 2016 | I Don’t Believe | Chanson punk de l'année       | Nomination |        |
| WAM Awards de 2016                 | The Decline     | Meilleur groupe punk/hardcore | Nomination | [ 18 ] |
| WAM Song of the Year Awards - 2017 | Can't Have Both | Chanson punk de l'année       | Nomination | [ 19 ] |
| WAM Song of the Year Awards - 2017 | Can't Have Both | Chanson pop de l'année        | Nomination | [ 19 ] |
| WAM Song Of The Year Awards - 2017 | Can't Have Both | Chanson metal de l'année      | Nomination | [ 19 ] |